# Um-lakh
Um laque, Um-lakh ou One-lakh é um automóvel fabricado pela montadora indiana Tata Motors. É um carro considerado como ultrapopular.

## Especificações
É um carro de baixo custo — um laque de rupias, isto é, 100.000 rupias —, sem ar-condicionado e sistema de vidros elétricos. Possui motor de 2 cilindros, sendo movido a gasolina (600cc) ou diesel (700cc). Alcança a velocidade máxima de 70 km/h.